# Садовский, Кристоф Андреевич
Кристоф Андреевич Садовский (пол. Krzysztof Sadowski; ум. после 1596) — дворянин; государственный деятель Великого княжества Литовского, врадник коденский и кривоберский, староста Остринский, донатор, основатель католического костёла в имении Сады.

## Происхождение
На гравюре с портретом Анны Радзивилл указывается, что её муж, Кристоф Садовский, был патрицием, т.е принадлежал к дворянской аристократии и был наследником королевского имения Селец. Таким образом, Кристоф, вместе со своим родным братом Станиславом, является одним из первых документально подтвержденных дворян — шляхтичей рода Садовских в Великом княжестве Литовском.

## Биография
Согласно Пописи войска литовского 1565—1567 гг. братья Кристоф и Станислав Андреевичи Садовские выставляли два коня от имений Сады и Сарнаки. Село Сарнаки было резиденцией одной из трех первоначальных административных структур Луцкой католической епархии с 1554 до 1589 года.
В 1574 году Кристоф Садовский взял в жены княгиню Анну Яновну Радзивилл. Благодаря их совместным усилиям с 1574 года, в имении Анны Радзивилл городе Кедайняй начинают проводиться всеобщие сеймы жемайтских бояр, в 1588 году получил привелей на торговлю, а 15 апреля 1590 года король Сигизмунд III предоставил городу Магдебургское право. В городе Любча были основаны школа и арианский молитвенный дом, в 1581 году был построен Любчанский замок, в 1590 году городу было предоставлено Магдебургское право.
В 1577 году занимал должность врадника (помощника) коденского и кривоберского (Кривая-Берва- дворец королевский) у воеводы трокского Яна Глебовича.

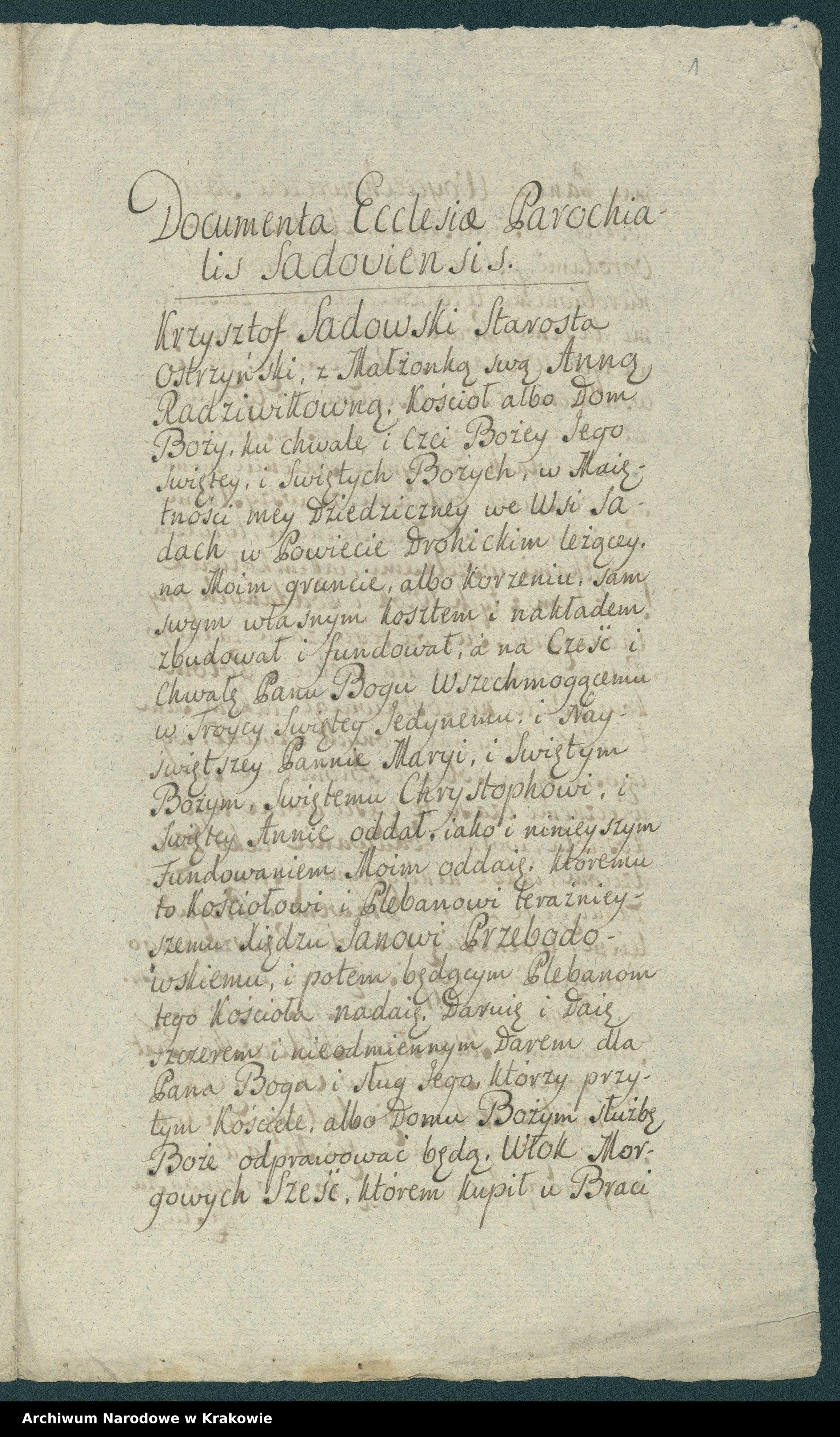
Фундуш Кристофа Садовского католическому костёлу в имении Сады.

В 1596 году Кристоф Андреевич Садовский, вместе со своей женой, выделил средства и построил католический костел Святой Троицы, Пресвятой Девы Марии, св. Кристофа и св. Анны в родовом имении Сады, которое находится в повете Дрохичин. В 1808 году на основании указа российского царя была проведена опись костёла и находящихся в нём документов и имущества. Среди документов был фундуш Кристофа Садовского католическому костёлу в имении Сады, в котором сказано, что этот Дом Божий основан и построен на его земле и что он дарит Господу Богу и слугам его, которые при том костеле, шесть морговых влок, которые купит у братьев господ Войцеховичей Садовских со всеми постройками, огородами, токами, лесами, подданными и огородниками на тех влоках. Свидетелями, при составлении данного документа были родной брат Станислав Садовский, ротмистр короля Станислав Чойницкий и дворянин Андрей Дзеконский. В 1865 году Садовский костел был упразднен, а его колокола были переданы в Роговскую православную церковь.
Владелец имений Сады, Селец и пущи Селецкой, Милковице Руские (ныне Милковице Мацки), Синевицы, Гусиная Воля, Острожаны, Нестеревичи, часть деревни Грибов и других.

## Семья и дети
Кристоф Андреевич Садовский с Анной Яновной Радзивилл детей не имел. У Анны Яновны была дочь Елизавета и сын Ян от первого брака со Станиславом Кишкой, старостой Бреславльским, воеводой Витебским. Огромные земельные владения, которые получил Ян Кишка принадлежали не только отцу, происходившему из подляшских бояр, но и отчиму Кристофу Садовскому. Впоследствии все эти земли отошли Радзивиллам.
Отец: Андрей Семёнович Садовский — в июне-июле 1565 года обеспечивал ночлег великого князя Сигизмунда Августа, последнего монарха из Гедиминовичей, на его пути в Молодечно; господарский посол на поветовые сеймики Браславского и Веницкого поветов, созванных перед Берестейским сеймом в 1566 году.
Братья:
- Станислав Андреевич Садовский — урядник, королевский тивун, крупный землевладелец, владелец имений Гусиная Воля[17], Лазуцкий Двор[23] и других[24].
- Войтеховичи Садовские

Племянник:
- Кристоф Станиславович Садовский — крупный землевладелец, в различное время владел пустовщинами Мицюшка и Ксацюшка в поле Швентупском, которые получил от воеводы Смоленского Яна Волменского[25][26]; имением Лепарским[27]; службами в полях Водоктах, Побиржах, Пошвентупю Вшнипцах Квасовщина и пустовщиной Мацковщизной, которые были проданы пану Балцеру[28]; имением Груже с селами Подпокроями, Сигутанами в поле в Колевах, Гараштаны, Войнюны Втылкушках, Толкуны, Биздюны которые были переданы Дороте Кравшовне[29] и другими землями и имениями.